# Акеспе (Шалкарський район)
Акеспе́ (каз. Ақеспе) — село у складі Шалкарського району Актюбінської області Казахстану. Входить до складу Кішикумського сільського округу.
У радянські часи село називалось Карачакат.
Населення — 30 осіб (2021; 43 у 2009, 96 у 1999, 79 у 1989).